# Gottfrieds Ragwurz
Gottfrieds Ragwurz (Ophrys gottfriediana Renz) ist eine Art der Gattung Ragwurzen (Ophrys) in der Familie der Orchideengewächse (Orchidaceae). Sie wird von manchen Autoren als Unterart (Ophrys ferrum-equinum subsp. gottfriediana (Renz) E.Nelson) oder als Varietät (Ophrys ferrum-equinum var. gottfriediana (Renz) Biel) eingestuft.

## Beschreibung
Diese mehrjährige krautige Pflanze ist im allgemeinen Erscheinungsbild der Hufeisen-Ragwurz (Ophrys ferrum-equinum) sehr ähnlich. Vor allem die Maße der Blütenorgane, die Lippenbehaarung und die Form des Mals sind nahezu identisch. Bei Gottfrieds Ragwurz sind die Kelchblätter jedoch grün bis hellrosa gefärbt. Meist erscheinen die seitlichen in der unteren Hälfte intensiver. Sehr selten erscheinen alle Kelchblätter einheitlich rosarot. Normalerweise ist das mittlere Kelchblatt nach vorn gebogen, aber es gibt auch Exemplare, bei denen dies nicht der Fall ist. Die Lippe kann schwach dreilappig oder ungeteilt sein. Sie ist jedoch immer in der vorderen Hälfte stark konvex, so dass sie in der Aufsicht spitz dreieckig erscheint.
Die Blütezeit erstreckt sich von März bis April.

## Standort und Verbreitung
Gottfrieds Ragwurz kommt in lichten Wäldern, Garriguen und auf Magerrasen bis zu einer Höhe von 600 m vor. Das Verbreitungsgebiet liegt in Griechenland und ist dort vor allem auf Epirus und die Ionischen Inseln konzentriert. Es gibt aber auch verstreute Vorkommen in Südgriechenland und der Ägäis. Sie gedeiht in Höhenlagen zwischen 0 und 700 Metern Meereshöhe.